# Elophila nymphaeata
Elophila nymphaeata (лат.) (Огнёвка водная кувшинковая) — вид чешуекрылых насекомых из семейства огнёвок-травянок (Crambidae). Встречается в Палеарктике.

## Распространение
Европа, Северная Африка, Ближний Восток, Монголия, Китай.

## Описание
Молевидные чешуекрылые небольших размеров (около 1—2 см), длина передних крыльев 11-15 мм. Крылья белые с оранжево-коричневыми отметинами. Бабочки летают летом около водоёмов. Гусеница живёт в домике, сделанном из двух кусков листа водных растений (рдеста, водокраса, кувшинки, кубышки и других), плавающем по поверхности воды. Среди кормовых растений отмечены такие представители: Potamogeton sp. (семейство Рдестовые), Ежеголовник (семейство Рогозовые), Hydrocharis sp. (семейство Водокрасовые) и другие.

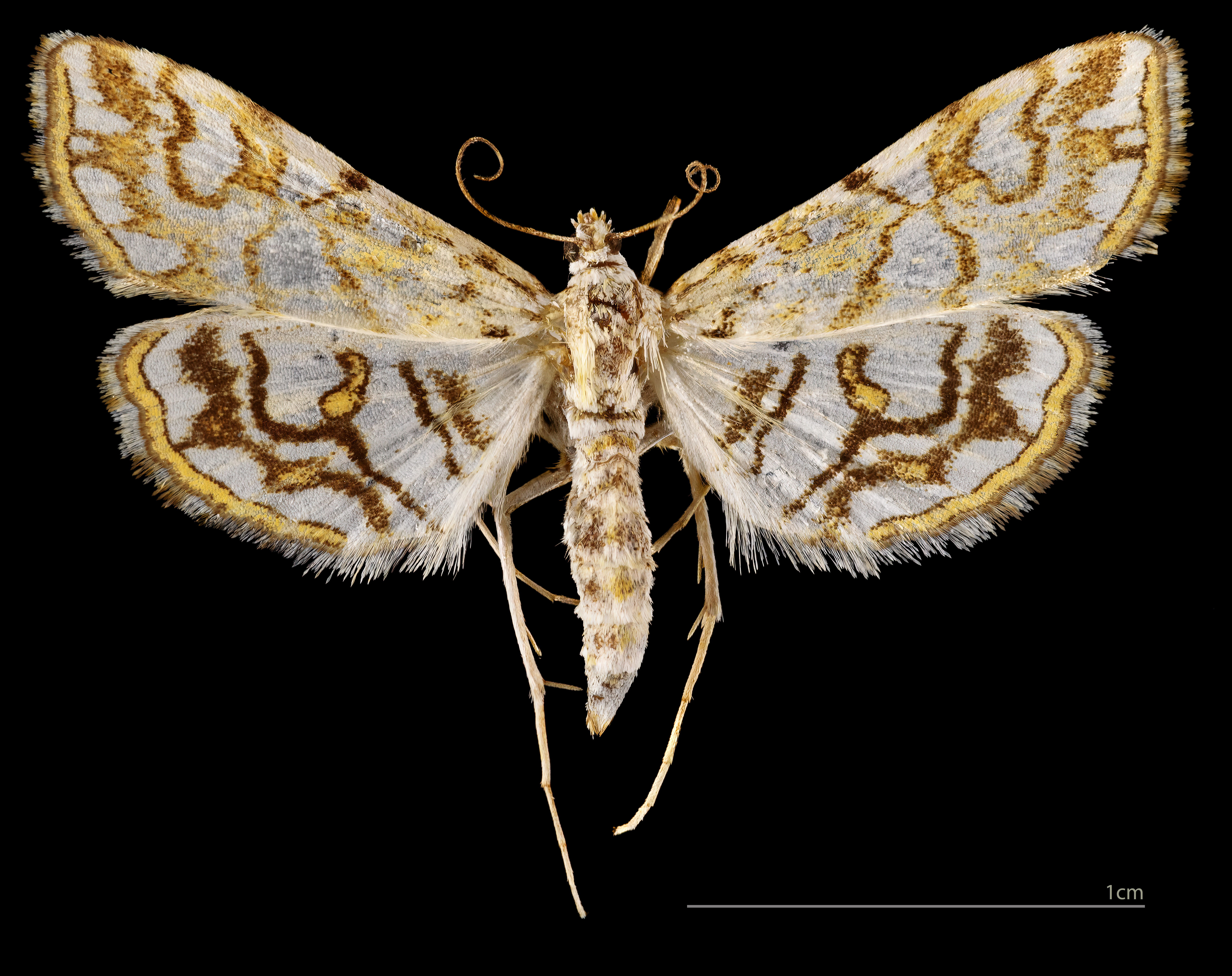
♂
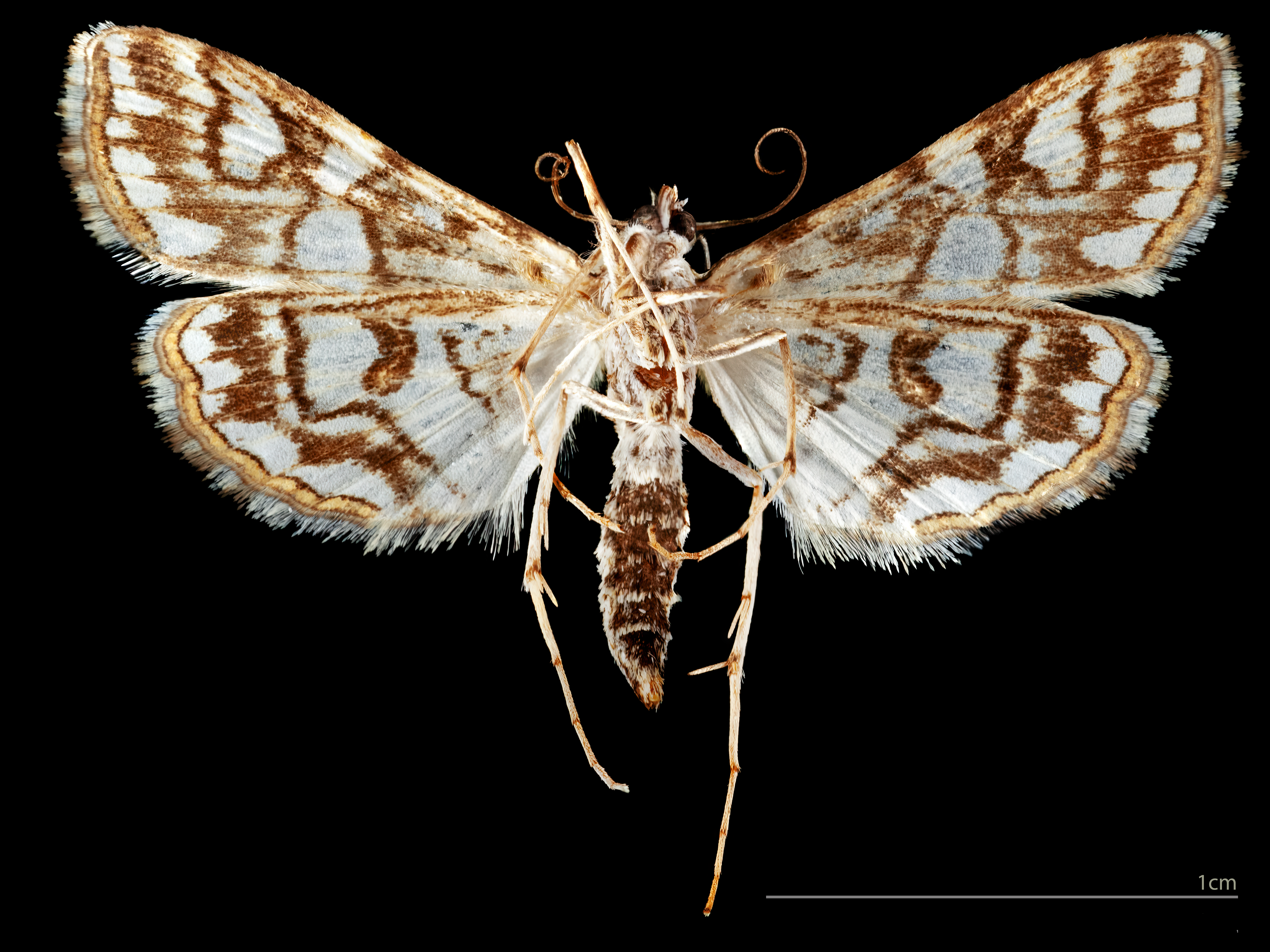
♂ △
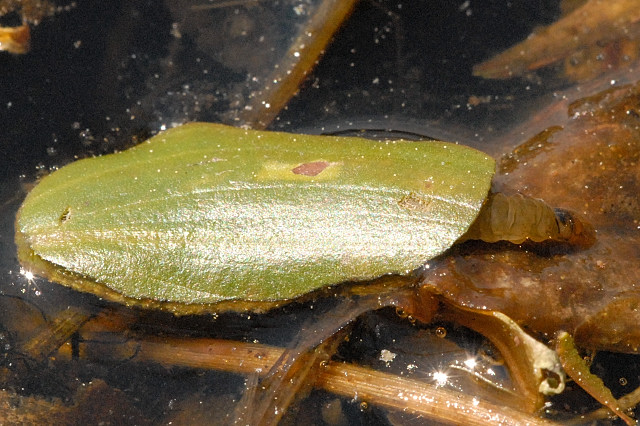
Гусеница в домике